# Ковалёв, Николай Николаевич (Герой Советского Союза)
Николай Николаевич Ковалёв (1914—1986) — старшина Рабоче-крестьянской Красной Армии, участник Великой Отечественной войны, Герой Советского Союза (1944).

## Биография
Николай Ковалёв родился 10 декабря 1914 года в деревне Ореховня (ныне — Износковский район Калужской области). Окончил начальную школу, после чего был рабочим в детском доме. В мае 1941 года Ковалёв был призван на службу в Рабоче-крестьянскую Красную Армию. С июня того же года — на фронтах Великой Отечественной войны. К сентябрю 1943 года младший сержант Николай Ковалёв командовал отделением противотанковых ружей 75-го стрелкового полка 31-й стрелковой дивизии 46-й армии Степного фронта. Отличился во время битвы за Днепр.
В ночь с 26 на 27 сентября 1943 года Ковалёв переправился через Днепр в районе деревни Сошиновка Верхнеднепровского района Днепропетровской области Украинской ССР и принял активное участие в боях за захват и удержание плацдарма на его западном берегу. В том бою отделение Ковалёва уничтожило 2 артиллерийских орудия, 7 пулемётов и большое количество солдат и офицеров противника.
Указом Президиума Верховного Совета СССР от 22 февраля 1944 года младший сержант Николай Ковалёв был удостоен высокого звания Героя Советского Союза с вручением ордена Ленина и медали «Золотая Звезда».
В октябре 1945 года в звании старшины Ковалёв был демобилизован. Проживал и работал сначала в селе Саянское, в 1970 году переехал в Алма-Ату. Скончался 5 октября 1986 года.
Был также награждён орденом Отечественной войны 1-й степени и рядом медалей.